# واخنیگن
واخنیگن (به لاتین: Wageningen) یک منطقهٔ مسکونی در سورینام است که در ناحیه نیکری واقع شده‌است. واخنیگن ۱٬۶۱۳ کیلومتر مربع مساحت و ۱٬۹۳۷ نفر جمعیت دارد و ۱ متر بالاتر از سطح دریا واقع شده‌است.